# 肺囊蟲肺炎
肺囊蟲肺炎（Pneumocystis pneumonia）是一種單細胞真菌引起的肺炎，為人類肺囊蟲感染造成。
1909年，卡洛斯·查加斯醫生在研究南美錐蟲時發現該生物，並命名為Pneumocystis carinii（卡氏肺囊蟲），因其在肺部的特徵皆像寄生蟲故剛開始時被分類為原蟲，但在1988年根據核酸及生化測試發現卡氏肺囊蟲比起寄生蟲更接近真菌類，因而改名為Pneumocystis jiroveci。
肺囊蟲在健康人的肺部并不常見，但可在免疫缺陷者的肺部造成機會性感染。肺囊蟲肺炎在接受化療的癌症患者、愛滋病患者，以及使用免疫抑制药物的病人中尤其常見。